# Noel Bruynooghe
Noel Bruynooghe (* 18. April 1971) ist ein belgischer Poolbillardspieler.

## Karriere
Im Jahr 2008 erreichte Bruynooghe bei den Open Weert den fünften Platz, bei den Benelux Open 2009 den neunten Platz. Nachdem er zuvor mehrmals knapp gescheitert war, gelang es ihm 2009 bei den Netherlands Open erstmals die Finalrunde eines Euro-Tour-Turniers zu erreichen. Im Sechzehntelfinale verlor er gegen den Deutschen Ralf Mund mit 6:9.
2010 belegte er beim Predator International 10-Ball Tour-Turnier in Spanien den 17. Platz. Bei der Europameisterschaft kam er im 8-Ball und im 10-Ball auf den 65. Platz, im 9-Ball belegte er lediglich den 97. Platz.
Beim World Pool Masters 2010 schied er sieglos in der Vorrunde aus. Die Benelux Open 2010 beendete er auf dem 13. Platz.
2011 belegte Bruynooghe den neunten Platz bei den Paris Open. Bei den German Open zog er ins Achtelfinale ein, verlor aber gegen den Engländer Karl Boyes mit 3:8. Bei den Treviso Open erreichte er das Viertelfinale. Dieses verlor er gegen den späteren Finalisten, den Spanier David Alcaide, mit 6:9.
Bei der EM 2012 erreichte er im 14/1 endlos den 33. Platz. Im 8-Ball sowie im 10-Ball kam er auf den 65. Platz, im 9-Ball auf den 97. Platz.
2013 erreichte Bruynooghe im 9-Ball-Turnier des Deurne City Classic den fünften Platz. Bei den North Cyprus Open schied er im Sechzehntelfinale gegen den Italiener Bruno Muratore mit 5:9 aus. 2014 gewann er die Relay Open. Beim Deurne City Classic belegte er 2014 den 33. Platz im 9-Ball.
Brunooghe nahm bislang dreimal gemeinsam mit Serge Das am World Cup of Pool teil. 2007 erreichten sie das Viertelfinale, verloren dort aber gegen Kanada mit 4:9. 2008 schieden sie im Achtelfinale gegen Österreich (Martin Kempter und Jasmin Ouschan) mit 6:8 aus. 2010 folgte eine Erstrunden-Niederlage gegen den späteren Sieger China (Li Hewen und Fu Jianbo).
2009 und 2012 erreichte Bruynooghe bei der Europameisterschaft mit der belgischen Mannschaft den neunten Platz.
Bruynooghe lebt derzeit in Gent.